# Adicroneura biocellata
Adicroneura biocellata är en tvåvingeart som beskrevs av John Richard Vockeroth 1980. Adicroneura biocellata ingår i släktet Adicroneura och familjen svampmyggor.
Artens utbredningsområde är Oregon. Inga underarter finns listade i Catalogue of Life.